# Округ Асотин (Вашингтон)
Округ Асотин (енгл. Asotin County) је округ у америчкој савезној држави Вашингтон.

## Демографија
По попису из 2010. године број становника је 21.623, што је 1.072 (5,2%) становника више него 2000. године.
| Група             | 2000.          | 2010.          |
| Белци             | 19.426 (94,5%) | 20.026 (92,6%) |
| Афроамериканци    | 39 (0,2%)      | 92 (0,4%)      |
| Азијати           | 105 (0,5%)     | 117 (0,5%)     |
| Хиспаноамериканци | 401 (2,0%)     | 643 (3,0%)     |
| Укупно            | 20.551         | 21.623         |